# Guy François
Guy François   (Haití, 18 de setembre de 1947 - Montreal, 3 de juny de 2019) fou un futbolista haitià de la dècada de 1970.
Fou 17 cops internacional amb la selecció d'Haití amb la qual participà en la Copa del Món de futbol de 1974.
Pel que fa a clubs, destacà a Violette A.C..